# Michaelskirche (Espelkamp)

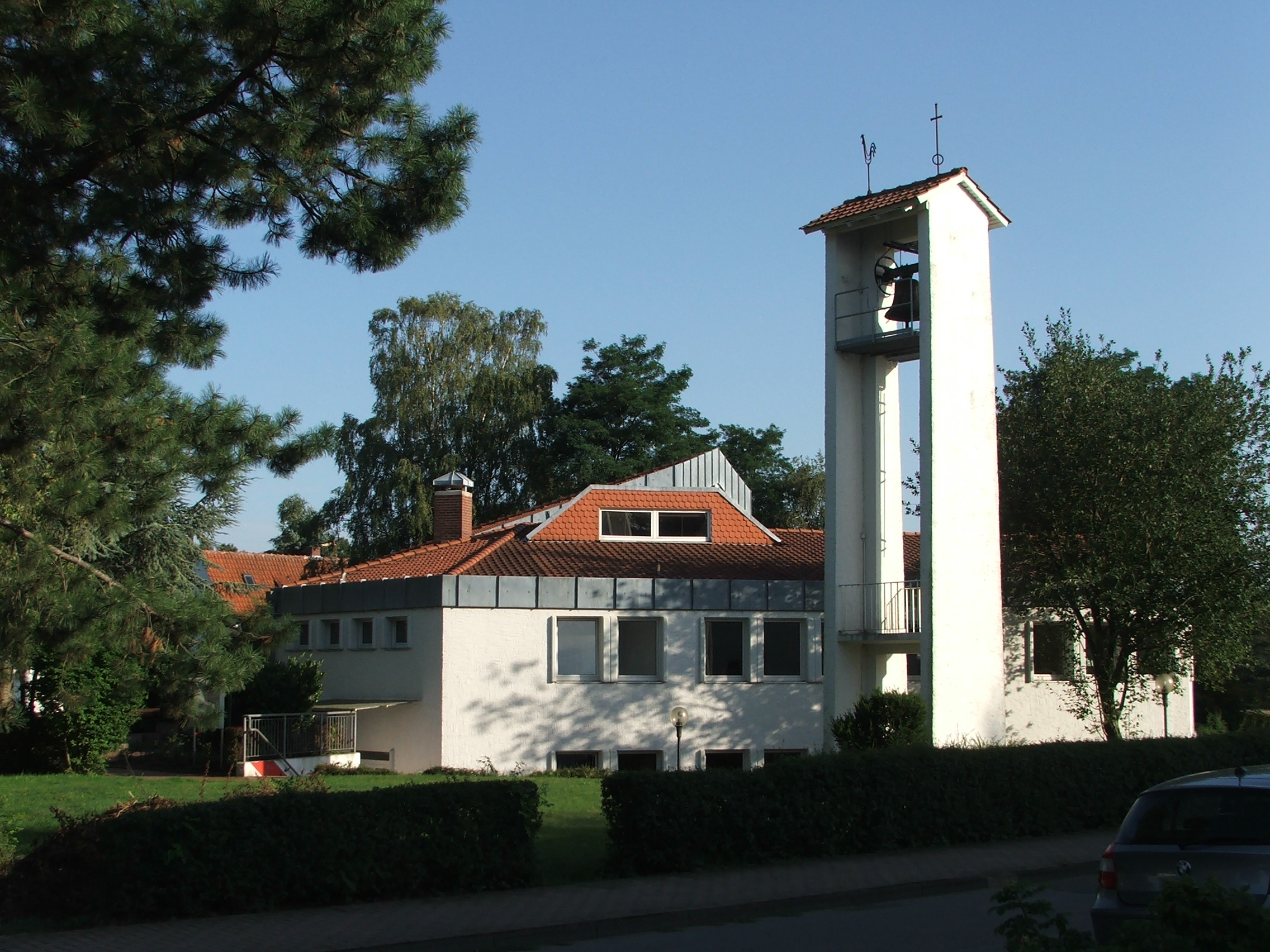
Michaelskirche Espelkamp, 2010

Die Michaelskirche Espelkamp ist ein Kirchengebäude am Tannenbergplatz in der ostwestfälischen Stadt Espelkamp im Kreis Minden-Lübbecke in Nordrhein-Westfalen und gehört zur evangelischen Martins-Kirchengemeinde Espelkamp im Kirchenkreis Lübbecke der Evangelischen Kirche von Westfalen. Sie entstand 1982 als Nachfolgebau eines bereits 1956 eröffneten Gotteshauses für die vor allem aus Vertriebenen und Flüchtlingen bestehende Martinsgemeinde. In den 1950er und 1960er Jahren war diese ein Zentrum kirchenpolitischer Auseinandersetzungen und Schauplatz wichtiger Tagungen der Evangelischen Kirche in Deutschland.

## Geschichte

### Entstehung der Kirchengemeinde
Die Geschichte der Kirchengemeinde begann 1945, als zahlreiche in Folge des Zweiten Weltkrieges vertriebene Flüchtlinge auf dem Gelände der ehemaligen Munitionsanstalt Espelkamp-Mittwald Aufnahme fanden. In einer provisorisch nutzbar gemachten Baracke fanden die ersten Gottesdienste, Bibelstunden und der Konfirmandenunterricht statt. Seit Pfingsten 1948 konnte auch der ehemalige Feierraum der Munitionsanstalt genutzt werden. Wenig später begann der Ausbau der Flüchtlingsunterkünfte zu einer neuen Wohnsiedlung. Planung und Finanzierung übernahmen die Evangelische Kirche von Westfalen, das Evangelische Hilfswerk der Evangelischen Kirche in Deutschland und das Land Nordrhein-Westfalen, mit Unterstützung der Schwedischen und Schweizer Kirche. Im Herbst 1949 wurde zur Realisierung des kirchlichen und staatlichen Gemeinschaftswerks die Aufbaugemeinschaft Espelkamp GmbH gegründet.

### Der Ludwig-Steil-Hof
Als eines der ersten größeren Vorhaben wurde am 3. Oktober 1948 in Espelkamp der Ludwig-Steil-Hof gegründet. Die Initiative ging auf Eugen Gerstenmaier vom Evangelischen Hilfswerk zurück und wurde von der westfälischen Kirchenleitung und Superintendent Hermann Kunst unterstützt. Kunst war von 1949 bis 1982 Aufsichtsratsvorsitzender der Aufbaugemeinschaft Espelkamp. Gerstenmaier sah das Projekt Espelkamp als „ein der Not der Gegenwart halbwegs gerecht werdendes soziales und caritatives Handeln“.
Ziel war es zunächst, für die zahlreichen Flüchtlinge eine neue Heimat zu schaffen und diese beim Neuanfang zu unterstützen. Die nach dem 1945 im KZ Dachau ermordeten Pfarrer der Bekennenden Kirche Ludwig Steil benannte diakonische Einrichtung betätigt sich bis zur Gegenwart auf dem Gebiet der Alten- und Jugendhilfe, der psychosozialen Rehabilitation sowie der Förderung von Jugendlichen durch Förderschul- und berufliche Bildungsmaßnahmen. Zunächst nutzte sie einen auf dem Gelände der Munitionsanstalt gelegenen Bau, der als „Steilhaus“ bezeichnet wurde. Hier befanden sich zugleich verschiedene öffentliche Einrichtungen, u. a. eine Rentenstelle der Post, Schulräume, Bücherei und Teile der Amtsverwaltung. Nach Umzug des Ludwig-Steil-Hof wurde das bisher genutzte Gebäude 1952 an die Kirchengemeinde übertragen. 1964 wurde es offiziell in Martinshaus umbenannt. Organisatorisch blieb der Ludwig-Steil-Hof bis 1980 mit der Martinskirchengemeinde verbunden.

### Gründung der Martinskirchengemeinde und Bau der ersten Michaelskirche
Am 27. Juli 1952 erfolgte die offizielle Gründung der neuen Martinskirchengemeinde Espelkamp. Diese wurde zunächst in zwei Seelsorgebezirke eingeteilt. 1955 entstand das von kirchlichen Jugendgruppen gegründete „Haus der Jugend“ sowie ein Kindergarten („Schwedenkindergarten“). Ein Jahr später wurde in der „Kolonie“ die erste Michaelskirche eingeweiht. Schwerpunkt der kirchlichen Arbeit blieb jedoch die Integration der zahlreichen Neuzugezogenen. Hinzu kamen schon früh ökumenische Kontakte, u. a. nach Schweden und zur 1955 eingeweihten katholischen St.-Marien-Kirche sowie zum 1953 entstandenen landeskirchlichen Söderblom-Gymnasium. 1963 wurde mit der Thomaskirche im Ortszentrum ein zweites Gotteshaus eingeweiht.

### Die Kirchengemeinde in den 1950er und 60er Jahren
Dass Espelkamp als „Vertriebenenstadt“ stark von Flüchtlingen aus den ehemaligen deutschen Ostgebieten geprägt war, wirkte sich auch auf das kirchliche Leben aus. Mehrfach war die als beispielhaftes Modellprojekt betrachtete Kirchengemeinde Gastgeber kirchenpolitischer Konferenzen zu aktuellen politischen Problemen. Im März 1955 wählte die Evangelische Kirche in Deutschland Espelkamp als Tagungsort ihrer zweiten Synode, um sich u. a. mit der künftigen Haltung der Kirche zur westdeutschen Wiederbewaffnung auseinanderzusetzen. 1961 fand hier die Ostkirchenkonventstagung statt, welche sich mit dem Heimat- und Selbstbestimmungsrecht der Vertriebenen befasste und das von den Vertriebenen geforderte „Recht auf Heimat“ theologisch sanktionierte.
Am 1. Oktober 1965 veröffentlichte die Evangelische Kirche in Deutschland eine Denkschrift mit dem Titel Die Lage der Vertriebenen und das Verhältnis des deutschen Volkes zu seinen östlichen Nachbarn. Diese setzte sich mit der Lage der Vertriebenen und den Schwierigkeiten der Integration in die westdeutsche Gesellschaft auseinander und versuchte, diese Problematik in Beziehung zur Schuld des deutschen Volkes an den Verbrechen des Nationalsozialismus zu setzen. Die Denkschrift gehörte zu den wichtigsten Initiativen im Rahmen der neuen Ost- und Deutschlandpolitik der Bundesrepublik und war innerhalb der evangelischen Kirche heftig umstritten. Besonders in Espelkamp wurde die sogenannte „Ostdenkschrift“ der EKD heftig diskutiert. In der Folge kam es zu theologischen Spannungen durch Auseinandersetzungen mit der Bekenntnisbewegung und der Evangelischen Allianz, was sowohl das innerkirchliche Gemeindeleben als auch die Beziehungen zur katholischen Nachbargemeinde belastete.

### Entwicklung nach 1970
In den 1970er Jahren folgten verschiedene Initiativen der Martinskirchengemeinde zur Einbeziehung von zugezogenen nichtdeutschen Familien in das Gemeindeleben. So entstand 1972 im Obergeschoss des Martinshauses die sogenannte „Griechenstube“ als Begegnungszentrum für die stärkste Gruppe ausländischer Arbeitnehmer in Espelkamp. Im gleichen Jahr wurde ein offenes Jugendcafé eingerichtet. In Tradition der Integrationsbemühungen der Anfangszeit der Gemeinde widmete sich diese später auch den Problemen von Flüchtlingen, u. a. durch Einrichtung eines „Dritte-Welt-Ladens“ (1979) und des „Arbeitskreises  Asyl“. 

### Planung und Bau der neuen Michaelskirche
Um die zahlreichen Gemeindeaktivitäten durchführen zu können, plante man bereits 1975 eine Erweiterung der bestehenden Michaelskirche unter weitgehender Erhaltung der alten Bausubstanz. Das Ergebnis eines Wettbewerbes war jedoch sehr unbefriedigend und man gab vorerst den Gedanken für ein Gemeindezentrum Michaelskirche auf. Später wurde ein Grundstück an der Gabelhorst als Standort des neuen Gemeindezentrums erwogen und 1979 verworfen und man beschloss, das Gemeindezentrum in Verbindung mit der Michaelskirche zu bauen. Als Anfang 1980 verschiedene Vorentwürfe vorlagen, zeigte sich, dass ein Umbau aus Kostengründen ausgeschlossen war.
Stattdessen entschied man sich zum Bau eines komplett neuen „Michaelszentrums“ mit Kirche, Gemeinde- und Jugendräumen unter einem Dach. Die Entwurfsplanung mit ihrer nicht alltäglichen Form des Grundrisses sorgte im Presbyterium und Kreiskirchenamt für Diskussionen. Der Charakter des Gottesdienstraumes verlangte eine besondere Gestaltung von Altar, Kanzel und Taufbecken, die sich nach Meinung des Architekten sowohl vom Material als auch von der Form her der Konstruktion des Raumes so weit wie möglich anpassen sollten. Am 31. Mai 1982 wurden die Michaelskirche und das Michaelshaus eingeweiht. Derzeit (2014) hat die Kirchengemeinde ca. 4.700 Gemeindemitglieder.

## Architektur
Durch die interessante Grundrissgestaltung des neuen Gebäudes (Dreieckraster) entstand eine auffallend lebhafte, plastische Dacharchitektur. Eine Besonderheit stellen die Raumformen in den verschiedenen Höhen dar. Der unsymmetrische Zuschnitt der einzelnen Räume soll die Würde des Gottesdienstraumes und die Eigenständigkeit der anderen Räume unterstreichen. Der sechseckige Gottesdienstraum mit seiner Höhe und Masse ist der dominierende Punkt des Gebäudes. Im Untergeschoss befinden sich die angeschlossenen Räume der Jugend, die auf Grund ihrer Formen ebenfalls einen eigenen Stil haben.
Die Fenster im Gottesdienstraum gestaltete der Glasmaler Erhardt Jakobus Klonk aus Oberrosphe bei Marburg. Sie entstanden 1982 und wurden aus Antik- und Opalglas geschaffen. Neben verschiedenen Lichtbändern im Schiff schuf Klonk auch das Fenster im Altarraum und als Hauptwerk ein Glasfenster mit dem Thema „Er stößt die Gewaltigen vom Thron und erhebt die Niedrigen“ aus dem Magnificat des Lukasevangeliums.

## Orgel
1992 wurde eine Orgel der Orgelbauwerkstatt Alfred Führer aus Wilhelmshaven eingebaut. Sie besitzt 10 Register und 2 Manuale und bietet wegen ihrer ungewöhnlichen Disposition viele Klangmöglichkeiten. Grundlage ist die Disposition einer einmanualigen Orgel, wobei bei Bedarf Flöten- und Zungenregister einem zweiten Manual zugeordnet werden. Technisch orientiert sie sich an Orgeln der Barockzeit. Die Traktur besteht aus Holz, die Pfeifenplatten wurden auf Leinen gegossen. Außerdem wurde das Instrument nach Johann Georg Neidhardts „Stimmung für eine kleine Stadt“ von 1724 gestimmt.